# 助川敏弥
助川 敏弥（すけがわ としや、1930年7月15日 - 2015年9月26日）は、日本の作曲家・音楽評論家・雑誌編集者。

## 経歴
1930年札幌市生まれ。1948年北海道庁立札幌第一中学校（現在の北海道札幌南高等学校）を経て1952年東京芸術大学音楽学部作曲科入学。上京するまでは音楽全般の基礎を荒谷正雄に、東京芸術大学では池内友次郎に師事する。
1954年日本音楽コンクール作曲部門において第一位と特賞受賞。1957年]同学を卒業。林光、間宮芳生、外山雄三の結成した作曲家同人「山羊の会」に参加。1960年に「オーケストラのためのパルティータ」で文部省芸術祭奨励賞を受賞したのをはじめとして後々まで数々の賞を獲得。
また、純音楽を発表する一方、NHK等の放送番組の音楽を数多く担当、1973年放送用音楽作品「こどもとことば」がイタリア賞を受賞。1963年から1965年まで、第一法規出版社刊「山田耕筰全集」編集部に勤務。1971年、東京大学教養学部前期講師。札幌新音楽集団「群」の音楽監督として、ヨーロッパへの演奏旅行等をしばしば行う。1976年には日本現代音楽協会委員を務める。
さらに創立期会員として1962年日本音楽舞踊会議に入会し、一度退会した後1976年再入会。1983年日本音楽舞踊会議事務局長。1989年、日本音楽舞踊会議機関誌・月刊音楽の世界編集長就任。2000年事務局長再任。2002年同団体代表委員を経て、2005年同団体代表理事。
2006年より栃木県ピアノコンクールにおいて作品が課題曲に選出され、審査員も務める。
経歴の通り作曲や音楽とコンピューターのコラボレーション、音楽評論などの言論活動に活躍が著しく、作曲家・若手舞台芸術プロデューサーの育成にも力を入れている。
作曲の門下生に秋岸寛久、田中範康、橘川琢、大西進、三浦隆之らがいる。
東京在住。妻はノンフィクション作家の末広陽子（1933-　、末広恭雄の長女）
2015年9月26日、肺癌のため東京都世田谷区にて逝去。85歳没。

## 作品について
第一作がオーケストラのためのパッサカリアOp.1（1954）（日本音楽コンクール受賞作品）であるように、初期の作品群にはオーケストラや室内楽編成の曲が多く、東京芸術大学卒業後にNHKをはじめとして放送音楽の世界に入ると、オーケストラの技術を生かした作曲・編曲をする傍ら、合唱曲、室内楽曲、邦楽器へと創作を広げ、1970年代以降は特にピアノ曲に集中している。
さらに1980年代の終わり頃、電子音楽や環境音楽にも深く関心を持ち、1987年　バイオシック環境音楽研究所を設立。1990年から2000年頃まで電子音楽、環境音楽の作曲を中心に活動をする。1989年、NHK-FM番組「現代の音楽」のテーマ曲を作曲（このテーマ曲は、1990年4月から1995年3月まで同番組で供用）。
電子音楽・環境音楽制作が一段落した2000年以降はライブ演奏の重要性や時間芸術としての音楽の価値を再認識し、ピアノソロやヴァイオリン、室内楽作品を数多く作曲。2006年、2007年に、喜寿記念演奏会・全曲ピアノ曲が行われ（2006年・浜離宮朝日ホール、2007年・軽井沢大賀ホール）、85歳を越えても創作を続け、旺盛に発表し続けた。

## 主な作品

### オペラ
- テレビオペラ「ポラーノの広場」（1959）

### オーケストラ
- パッサカリアOp.1 （1954）日本音楽コンクール第1位、特賞
- パルティータ（1960）TBS委嘱、芸術祭奨励賞
- レゲンデ（1965）山羊の会、N響で初演、芸術祭奨励賞

### 弦楽オーケストラ
- 弦楽オーケストラのためのディヴェルティメントOp.2（1956）
- ひえつきぶし-弦楽オーケストラのために-（2000）
- ちいさきいのちのために-弦楽オーケストラのために-（2015）
- 夜の雨-弦楽オーケストラのために-（2015）

### 器楽
- 弦楽四重奏曲（1956）
- 木管五重奏曲（1962）
- ヴィオラとピアノのための5つの変容（1966）
- 5人のフルート奏者のための2章（1967）
- ヴァイオリンとピアノのための秋のうた（1982）
- 2人のフルート奏者のためのKAGAMI（1984）
- ヴァイオリンとピアノのためのAfternoon（2004）
- ヴァイオリンとピアノのための竜舌蘭-遠い雨-（2006）
- ヴァイオリンとピアノのためのVanessa（2005）
- 弦楽四重奏曲「REQUIEM」（2005/未初演）
- ヴァイオリンとピアノのためのそよ風（2007）
- ヴァイオリンとピアノのための夜の雨（2007）

### ピアノ
- 2台のピアノのためのディヴェルティメント（1958）
- 「ちいさな四季」26のやさしいピアノ曲集　Op.28（1971）
- 3つのやさしい小品（1971）
- Tapestry for Piano　 Op.34（1972）
- ピアノのためのソナチネ「青の詩（し）」　Op.45(1975)
- 山水図　Op.58 (1978)
- こもりうたOp.73（1986）
- 「ちいさき　いのちの　ために」（作品番号無し※）(2000)
- ひえつきぶし（2002）
- さくらまじ（作品番号無し※）(2002）のちにピアノ曲集「白いつばさ」（2004）に編入
- 「Prelude, Passacaglia Fugue」（作品番号無し※） (2004)
- ピアノのための24の前奏曲（2014）

### 合唱曲
- 復活祭のためのプロパー（1963）
- コバルト山地-男声合唱のための三章-（1964）
- 混声合唱のための組曲「白い世界」Op.27（1971）
- 詠歌-混声合唱と打楽器のための-（1972）
- 混声合唱組曲「泉のうた」Op.53（1976）
- 白ひといろとスミレの花

### 打楽器
- パウル・クレーによせる5つの小品（1970年）1.2.3.は高橋美智子委嘱、4.5.は安倍圭子委嘱

### 邦楽
- 十七絃と弦楽器のための3つの叙景（1969）この曲から邦楽器への創作をはじめた
- 邦楽器のための「形象」Op.33（1972）
- 独奏十七絃による三章「雪松」「雨竹」「飛雁」　Op43（1974）
- 秋の夜（1976）吉村七重委嘱
- 風漣（1977）日本音楽集団委嘱
- 織女星Op.60（1978）さわらび会委嘱
- 十七絃のための秋林図Op.61（1978）菊池悌子委嘱
- 風韻（1973/1993）

### 電子音楽、テープ作品
- こどもとことば　この地球にあって（1973）放送用テープ作品
- 響像Op.59（1978）テープ作品
- 風のうたOp.62（1980）テープ作品
- ベーリング海峡（1986）テープ作品
- 被爆ピアノとオーケストラのための「おわりのない朝」　Op.68(1983.07.23)
- みどりなすはこべもえずOp.78（1989）
- 現代の音楽テーマ（1990）
- Afternoon（1995）
- REQUIEM 1.2.（1997）

### 環境音楽（バイオシックミュージック）
- 星へのいざない（1986）
- 銀行店内音楽（1987）
- Blue Fountain（1987）
- スペインの光と風（1990）
- 鹿島建設本社ビル音楽1（1990）
- 東名高速道路SA公団展示室音楽（1991）
- 鹿島建設本社ビル音楽2（1991）
- バイオシックミュージック　CD6枚「水」「宇宙」「星座」「四季」「宝石」「地球」（1992）
- 鹿島建設本社ビル音楽3（1992）
- 鹿島建設技術研究所校内音楽4（1993）
- 鹿島社有保養施設用音楽（1994）
- 鹿島建設技術研究所構内音楽5（1994）
- 鹿島建設技術研究所構内音楽6（1995）
- Kid kiddy world CD3枚「天使の子守歌」「マーメイド天使の子守歌」「妖精の子守歌」（1996）
- 鹿島建設音楽7（1996）
- 鹿島建設音楽8（1996）
- 鹿島建設音楽9（1997）
- 鹿島建設音楽10（1998）
- 鹿島建設音楽11（1999）
- 鹿島建設音楽12（2000）
- 鹿島建設音楽（新宿・新社屋用・最終回）13（2002）

## 受賞歴
- 1954年、東京芸術大学在学中に日本音楽コンクール作曲部門で「オーケストラのためのパッサカリア」が第一位特賞受賞。
- 1960年、TBS委嘱作品「オーケストラのためのパルティータ」文部省芸術祭奨励賞受賞。
- 1962年、NHKテレビ文化の日特別科学番組、NHK教育局長賞受賞。
- 1965年、芸術祭参加NHK交響楽団特別演奏会において、「山羊の会」新作演奏作品として「オーケストラのためのレゲンデ」初演。公演が文部省芸術祭奨励賞受賞。
- 1966年、NHKラジオ放送劇「龍舌蘭の咲く時」放送記者会賞受賞。
- 1971年、NHK札幌放送局委嘱、混声合唱組曲「白い世界」文部省芸術祭優秀賞受賞。同年、全音楽譜社から刊行。
- 1973年、NHK委嘱作品、放送用音楽作品「こどもとことば」が、イタリア放送協会主催「イタリア賞　放送作品国際コンクール（ベネチア開催）」にNHKから参加。NHKが大賞「イタリア賞」を受賞。
- 1978年、NHK委嘱作品、笙と雅楽器、電子音による「響像」制作、芸術祭参加放送。
- 1983年、NHK広島局委嘱、「被爆ピアノのための作品『おわりのない朝』」（芸術祭参加放送。）その後1992年、アメリカのCD会社VMMレーベルから発売、アメリカ、ユーゴスラヴィアでも放送。